# 실사
실사(實寫, 영어: actual image)는 실제로 있는 그림, 경치 등을 그리거나 촬영하는 것 또는 실물과 거의 같은 그림이나 사진을 뜻한다. 실사 출력은 플로터 등 대형장비를 이용해 '사진 이미지'를 출력하는 것이다. 실사 출력물은 음식 사진, 현수막, 등신대 등 광고물 제작에도 널리 쓰인다. 미디어 믹스의 일종으로 실사판(live action)이 있다.

## 같이 보기
- 생방송